# 叙利桥
叙利桥（法語：Pont de Sully）是位於法國巴黎塞納河上的一座橋樑，得名于叙利公爵马克西米利安·德·贝蒂纳。現在的叙利桥完成於1876年巴黎改造時期。叙利桥是一座鐵質拱橋。

## 外部連結
- Site of the Mairie de Paris
- Structurae数据库中Sully Bridge (I)的数据

－Left Bank bridge
- Structurae数据库中Sully Bridge (II)的数据

－Right Bank bridge
- Aerial view on Google Maps

48°51′00″N 2°21′32″E / 48.85000°N 2.35889°E